# Ringverein
 (mars 2017).
Le terme Ringverein désigne une organisation criminelle telle qu'il en existait beaucoup au début du XXe siècle en Allemagne.

## Historique
Le premier Ringverein, le cercle des anciens prisonniers, a été fondé en 1890 à Berlin et était une association d'entraide solidaire pour anciens détenus. Par la suite de nombreuses associations de ce genre furent créées à Berlin et se regroupèrent dans une organisation du nom de Ring Berlin. Chaque association avait ses propres règles et son propre statut. Les membres, appelés Ringbrüder (camarades) portaient généralement une chevalière en signe de reconnaissance.
Au fil du temps ces associations d'entraide prirent le caractère de bandes criminelles organisées : racket, prostitution, trafic de marchandises et d'alcool. Les membres étaient tenus au silence absolu à l'encontre des autres, surtout de la police, sous peine de représailles. Les bandes pouvaient être dirigées par des intellectuels appauvris ou d'anciens officiers de l'armée. 
Mais les avantages étaient nombreux : faux alibis, aide financière en cas de maladie ou d'emprisonnement, mise à disposition d'un avocat, soutien de la famille. Les camarades contrôlaient si la femme du prisonnier était fidèle, auquel cas elle obtenait des vivres et le prix du loyer. L'argent venait des pillages et cambriolages organisés par les différentes bandes.
Les trois principaux Ringvereine, « Grosser Ring » (ou ring « Großdeutschland »), « Freier Bund » et « Freie Vereinigung », étaient des associations officiellement déclarées ; le nombre total de bandes est estimé à 85 en 1933.
En raison de la pratique des faux alibis, de la politique du silence, de la protection mutuelle assurée grâce à la pression exercée sur les témoins il n'était que difficilement possible de mettre fin aux agissements de ces organisation. De nombreuses tentatives des autorités restèrent sans succès. Mais, en fait, la police les tolérait à cause de leur influence adoucissante : les règles du Ringverein condamnaient le meurtre, les crimes sexuels et l'usage des armes à feu ; leurs membres se conduisaient courtoisement, avaient des relations presque amicales avec leurs commissaires de police habituels et n'offraient pas de résistance en cas d'arrestation. Finalement en 1934 les Nazis se servirent du caractère déclaré des associations pour les interdire.

## Membres Connus
- Adolf Leib, appelé Muscle Adolf

## Associations connues
- Immertreu
- Libelle (Libellule)
- Apachenblut
- Reichsverein (association impériale) des anciens prisonniers
- Berliner Ring (de Berlin)
- Der Freie Bund (La Confédération Libre)
- Norddeutscher Ring
- Mitteldeutscher Ring
- Ring Großdeutschland (Grande Allemagne)
- Freie Vereinigung (Association Libre)

## Expositions
- Les archives du Kreuzbergmuseums à Berlin, section Crimes dans le quartier de Friedrichshain
- Les archives du Musée de police criminelle de Francfort V, Francfort-sur-le-Main